# Spinache
Spinache, właśc. Paweł Grabowski (ur. 17 lipca 1979) – polski raper i producent muzyczny. Były członek zespołów Thinkadelic, Obóz TA, oraz Eudezet Allstars. Współtworzył duet Red & Spinache. Prowadzi ponadto solową działalność artystyczną.

## Życiorys
W 1992 rozpoczął tworzenie autorskich kompozycji. W 1995 założył swój pierwszy zespół o nazwie „No Name”, który jednak został rozwiązany po kilku miesiącach prób. 29 sierpnia 1995 zorganizował swoje pierwsze muzyczne wydarzenie w undergroundowym klubie Dread Studio, na którym zagrał poruszając się w estetyce jungle/drum and bass.
Jest współzałożycielem formacji Thinkadelic, która w 1996 nagrała swój pierwszy materiał demo. Materiał nagrany z Bartłomiejem Serafińskim i Pawłem Serafińskim został wydany nakładem niezależnego wydawnictwa a utwory zespołu grano w wielu lokalnych radiostacjach na terenie całego kraju.
W kwietniu 1997 występował na Rap Day'97 przed zespołem Run-D.M.C. W czerwcu został zaproszony przez Michała Urbaniaka do gościnnego występu z formacją Urbanator na scenie Teatru Wielkiego w Łodzi. W tym samym roku uczestniczył w nagraniach albumu Złość Krystyny Prońko oraz w koncertach promujących album.
20 lutego 1998 podpisał kontrakt z wytwórnią Pomaton EMI, która wydała pierwszy album Thinkadelic pt. „Lek”. Utworami promującymi wydawnictwo były „Wyżej i wyżej”, „Zdobycz” i własna interpretacja ponadczasowego utworu Krystyny Prońko „Jesteś lekiem na całe zło”. Na albumie gościnnie pojawili się: Krystyna Prońko, Reni Jusis, Kaliber 44 i P’AM. Thinkadelic, jako jedyny zespół hip-hopowy, był gościem legendarnego programu Wojciecha Manna i Krzysztofa Materny MDM a klip do „Wyżej i Wyżej” był pierwszym polskim klipem emitowanym na antenie (wtedy tylko niemieckiej) stacji telewizyjnej VIVA. W tym samym roku Spinache został studentem Wydziału Wokalno-Aktorskiego Akademii Muzycznej w Łodzi u prof. Włodzimierza Zalewskiego. W marcu 1999 album „Lek” otrzymał nominację do nagrody Fryderyk w kategorii „Album Roku – Hip-Hop”.
Po debiutanckim albumie Thinkadelic, Spinache rozpoczął budowę kolejnego projektu muzycznego. Pierwszy skład oraz nazwa powstały w 1997, ale dopiero w 1999 Spinache zebrał grupę artystów związanych z Thinkadelic (m.in. O.S.T.R., Red, P’AM) i powołał do życia formację Obóz TA. W czerwcu 2000 podpisał umowę z wydawnictwem Camey Music, które wydało pierwszy album zespołu pt. „Obóz TA”. Do gościnnego udziału w nagraniach Spinache zaprosił obiecujących artystów hip-hopowych z Łodzi m.in. Enter (NTK), Mejsal (NTK/DFA), czy UpStars w singlowym „Dla publiki szerszej”.
16 września 2000, nakładem Pomaton EMI, ukazał się drugi album zespołu Thinkadelic „Obiecana ziemia”.
Album promowany był singlami „Zarobię trochę/Ramię w ramię”, „To jest dla Was” i najbardziej znany „Pokaż się”. W marcu 2001 album „Obiecana ziemia” otrzymał nominację do nagrody Fryderyk w kategorii „Album Roku – Hip-Hop”.
Od 2001 występował z „Not Necessary Band” interpretując fragment twórczości Zygmunta Koniecznego (projekt powstał w Łodzi, lecz już jego trzecie wykonanie odbyło się w „Piwnicy pod Baranami” w Krakowie). Brał udział w wielu offowych wydarzeniach i działaniach muzycznych np. koncert „Youth Rock Symphony Orchestra” w Filharmonii Łódzkiej czy multimedialne projekty realizowane w legendarnym Formu Fabricum. Zrealizował nagrania materiału muzycznego, autorstwa Piotra Grabowskiego, do pierwowzoru wydarzenia teatralnego pt. „Litania”. W październiku ukazał się debiutancki album O.S.T.R.-a „Masz to jak w banku”, na którym znalazły się trzy utwory wyprodukowane przez Pawła – „Kiedy”, „Z...” i „Widzisz błąd”.
W lutym 2002 podpisał umowę z wytwórnią Koch/Gigant i wydał w niej swój pierwszy solowy album „Za wcześnie”. Na płycie gościnnie udzielili się m.in.: O.S.T.R., Czizz, Red, Magda Polańska i Joanna Maksymowicz. W kwietniu 2003 Stan Michalak zaprosił Grabowskiego do włączenia się w projekt „In The Open”, w skład którego weszli również Ghasem Batamuntu, Patrick Farrant i Kenny Martin. Współpraca zaowocowała szeregiem koncertów w klubach i na festiwalach jazzowych (m.in. Ostrowski „Jazz w Muzeum”, Siedlecki „Jazz Standards Festival” czy „Świdnickie Noce Jazzowe”).
W 2004 zarejestrował materiał na drugi album formacji Obóz TA. Płyta o tytule „Obó2 TA” została wydana nakładem wydawnictwa Fonografika i promowana była singlami „Na zawsze”, „Kości rzucone 4” i „Miłość do hip-hopu 2”.
W 2005 podpisał kontrakt z wytwórnią Universal Music Polska i wydał w niej pierwszy album duetu Red & Spinache. Album „7 Rano” ukazał się 9 maja, promowany był singlami „Uwierz mi” z gościnnym udziałem saksofonisty Kuby Raczyńskiego, „Wczoraj” z partią wokalną wykonaną przez Marka Dulewicza z formacji Bakflip i Łukasza Lacha z zespołu L.Stadt. i „Kochać” z gościnnym udziałem Moniki Kuszyńskiej z Varius Manx.
W połowie 2006 zawarł umowę z wydawnictwem My Music. W sierpniu ukazał się pierwszy singiel promujący drugą płytę duetu Red & Spinache o tytule „Poznać twoją matkie”. Równoległa aktywność artysty to stworzenie muzyki do utworu „Wolne Myśli” z albumu Molesta Ewenement „Nigdy nie mów nigdy” i gościnny udział na singlu formacji Familia H.P., dla którego wyprodukował muzykę do utworu „4 Żywioły”.
Na początku 2007 zakończył prace nad drugim albumem duetu Red & Spinache. Album „8 Rano” miał swoją premierę w lutym, płyta została wydana przez wydawnictwo My Music i promowana była singlami „Poznać twoją matkie” i „International Love” z gościnnym udziałem J-Ro (członka legendarnej grupy Tha Alkaholiks z Los Angeles) i Łukasza Lacha z zespołu L.Stadt.
W czerwcu 2008 ukazało się wideo do solowego utworu Spinache pt. „Bezwarunkowo Oddany”. We wrześniu ukazał się utwór „Biegnij”, promujący trzecią płytę duetu Red & Spinache, Resztę roku Paweł poświęcił na prace nad albumem „9 Rano” i wspieranie prac nad debiutanckim albumem Zeusa, rapera młodego pokolenia z Łodzi. Album Zeusa „Co nie ma sobie równych” został wydany pod koniec roku przez wydawnictwo Embryo.
W pierwszej połowie 2009 podjął decyzję o rozwiązaniu duetu Red & Spinache. W czerwcu ukazał się album grupy Ortega Cartel „Lavorama”, na której Spinache udzielił się gościnnie w utworze „Ciągle tu jestem”. Stworzył muzykę do utworu „Wybieram spokój” z albumu „Life After Deaf” Pjusa, płyta ukazała się 5 grudnia 2009.
Od początku 2010 pracował nad beatboxowym albumem Art of Beatbox „ARTcore”, który został wydany w pierwszej połowie 2011. W czerwcu 2010 ukazał się klip do utworu „Muzyka i Ja”, w którym Spinache wyprodukował muzykę i udzielił się wokalnie. Utwór promował album Aesa „Pozycja Obowiązkowa”.
W kwietniu 2011 odbył się pierwszy koncert Lavoholics, międzykontynentalnego projektu muzycznego stworzonego przez Spinache, będącego kontynuacją spotkania na albumie „Lavorama” Ortega Cartel. Jedyny koncert Lavoholics w pełnym składzie zorganizowany był w grudniu 2011, w klubie Palladium, bilety wyprzedano na tydzień przed wydarzeniem. Spinache, Proceente, Frank Nino, Piter Pits, Reno, Mielzky i patr00 nagrali w ramach projektu utwory “Nie ma emocji nie ma rapu” (2011) i “Livin’ my Life” (2012).
Wyprodukował i udzielił się gościnne w utworze “Adrenalina” zapowiadającym album Familia HP “Misja” oraz film „Killing The Streets 2″.
W 2012 wystąpił gościnnie w utworze „Podróż” z albumu „10” duetu Temzki & Roux Spana.
Udzielił się w utworze “Każdy” formacji Tubas Składowski oraz wspólnie z Wdową i Marysią Zatorską w utworze Aes’a „Robię swoje”.
Przygotował remix utworu Rasmentalism „Podeszwy”, który ukazał się na „Dobra muzyka ładne życie DELUXE” w styczniu 2013.
W maju odbyła się premiera pierwszego singla zapowiadającego solowy album Spinache pt. “Podpalamy Noc”, w teledysku udział wzięła fotomodelka Natalia Siwiec. W sierpniu ukazała się interpretacja utworu „Szukam wiatru”, która została przygotowana przez Spinache dla zespołu Mimi Manú. We wrześniu reinterpretacja utworu „Ja Jadę” pochodzącego z albumu „Lek”, stworzona dla projektu „Niewidzialna Nerka”, ukazała się na specjalnej reedycji tej kompilacji. Spinache wystąpił gościnnie w utworze Rasmentalism „Gdzie jest M?” z albumu „Za młodzi na Heroda”, album ukazał się w grudniu 2013. Również tego samego roku Spinache wystąpił gościnnie w utworze „Każdy” zespołu Tubas Składowski który wydał debiutancką płytę w 2014 „Bez konserwantów”.
26 marca 2014 odbyła się premiera singla „Piję życie do dna”, główną rolę u boku artysty zagrała aktorka Katarzyna Glinka. W teledysku wystąpiła również Anna YouYa Jujka.

## Dyskografia
Albumy
| Tytuł                       | Dane dot. albumu                                   | Pozycja na liście |
| Tytuł                       | Dane dot. albumu                                   | POL               |
| --------------------------- | -------------------------------------------------- | ----------------- |
| Za wcześnie                 | - Data: 10 kwietnia 2003 - Wydawca: Gigant Records | –                 |
| 7 rano (oraz Red)           | - Data: 9 maja 2005 - Wydawca: Universal Music     | –                 |
| 8 rano (oraz Red)           | - Data: 26 lutego 2007 - Wydawca: My Music         | –                 |
| Spinache                    | - Data: 17 maja 2014 - Wydawca: Urban Rec          | 48                |
| Reality                     | - Data: 23 czerwca 2017 - Wydawca: Spinache        | –                 |
| „–” album nie był notowany. |                                                    |                   |

Inne
| Album                              | Rok  | Uwagi                                                                                                   | Źródło |
| ---------------------------------- | ---- | --- | ------ |
| Red – Red’s Bobyahedz: Odyseya 1   | 2000 | „Kości rzucone 2" (gościnnie: Spinache, Marek Dulewicz) „Kości rzucone 2" (Remix) (gościnnie: Spinache) | [ 9 ]  |
| O.S.T.R. – Tabasko                 | 2002 | „Sram na media” (gościnnie: M.Orłoś, Fenomen, Spinache)                                                 | [ 10 ] |
| Ortega Cartel – Lavorama           | 2009 | „Ciągle tu jestem” (gościnnie: Spinache)                                                                | [ 11 ] |
| Aes – Pozycja obowiązkowa          | 2010 | „Muzyka i ja” (gościnnie: Spinache, Masia)                                                              | [ 12 ] |
| Art of Beatbox – ARTcore           | 2011 | „Urywki” (gościnnie: Spinache, SisAnn)                                                                  | [ 13 ] |
| Familia H.P. – Misja               | 2012 | „Adrenalina” (Killing The Streets 2) (utwór dodatkowy) (gościnnie: Spinache)                            | [ 14 ] |
| Rasmentalism – Za młodzi na Heroda | 2013 | „Gdzie jest M?” (gościnnie: Spinache)                                                                   | [ 15 ] |
| Step Records: rap najlepszej marki | 2014 | Spinache – „Podpalamy noc (Remix)”                                                                      | [ 16 ] |

## Teledyski
| Utwór                                                                   | Rok  | Reżyseria                            | Album                              | Źródło |
| ----------------------------------------------------------------------- | ---- | ------------------------------------ | ---------------------------------- | ------ |
| „Masz czym kiwać?” (oraz Red; gościnnie: Joanna Maksymowicz)            | 2002 | –                                    | Za wcześnie                        | [ 17 ] |
| „Wczoraj” (oraz Red)                                                    | 2005 | –                                    | 7 rano                             | [ 18 ] |
| „Uwierz mi” (oraz Red)                                                  | 2005 | –                                    | 7 rano                             | [ 19 ] |
| „Miasta” (oraz Red)                                                     | 2007 | –                                    | 8 rano                             | [ 20 ] |
| „International Love” (oraz Red; gościnnie: J-Ro /Tha Liks, Łukasz Lach) | 2007 | –                                    | 8 rano                             | [ 21 ] |
| „Chcę poznać twoją matkę” (oraz Red)                                    | 2007 | –                                    | 8 rano                             | [ 22 ] |
| „Biegnij” (oraz Red)                                                    | 2008 | Ernest „Red” Ivanda, Damian Michalak | 9 rano                             | [ 23 ] |
| „Bezwarunkowo oddany (Remix)” (gościnnie: DJ Cube & Zeus)               | 2008 | Damian Michalak                      | –                                  | [ 24 ] |
| „Bezwarunkowo oddany (Snecz remix)”                                     | 2008 | Damian Michalak                      | –                                  | [ 25 ] |
| „Podpalamy noc” (oraz Red)                                              | 2013 | The New Black                        | –                                  | [ 26 ] |
| „Ma tak być”                                                            | 2014 | The New Black                        | Spinache                           | [ 27 ] |
| „Piję życie do dna”                                                     | 2014 | The New Black                        | Spinache                           | [ 28 ] |
| „Cykl”                                                                  | 2014 | The New Black                        | Spinache                           | [ 29 ] |
| Gościnnie                                                               |      |                                      |                                    |        |
| Aes – „Robię swoje” (gościnnie: WdoWA, Spinache, Marysia Zatorska)      | 2012 | –                                    | Rapowanie to zajebista sprawa      | [ 30 ] |
| Tubas Składowski „Każdy” (gościnnie: Spinache, DJ DBT)                  | 2013 | Qdłaty Qdini                         | –                                  | [ 31 ] |
| Rasmentalism – „Gdzie jest M?” (gościnnie: Spinache)                    | 2014 | Andrzej Santorski, Kuba Gryzewski    | Za młodzi na Heroda                | [ 32 ] |
| Inne                                                                    |      |                                      |                                    |        |
| Spinache – „Podpalamy Noc Remix” (gościnnie: 2sty, Gedz, Kajman)        | 2014 | Evil Eye Studio                      | Step Records: rap najlepszej marki | [ 33 ] |

## Nagrody i wyróżnienia
| Rok  | Kategoria          | Tytułem                       | Nagroda      | Nota      | Źródło |
| ---- | ------------------ | ----------------------------- | ------------ | --------- | ------ |
| 1998 | Album roku hip-hop | Thinkadelic – Lek             | Fryderyk     | Nominacja | [ 34 ] |
| 2000 | Album roku hip-hop | Thinkadelic – Obiecana ziemia | Fryderyk     | Nominacja | [ 35 ] |
| 2006 | Album hip hop      | 7 rano                        | Superjedynki | Nominacja | [ 36 ] |
| 2015 | Album roku         | Spinache                      | Sztosy 2014  | Nominacja | [ 37 ] |
| 2015 | Producent roku     | Spinache                      | Sztosy 2014  | Nominacja | [ 37 ] |